# Greg Kriek
Greg Kriek (* 1987 oder 1988 in Kapstadt, Westkap) ist ein südafrikanischer Schauspieler und Filmproduzent. Er gilt als Südafrikas international anerkanntester Schauspieler.

## Leben
Kriek wurde 1987 oder 1988 geboren und stammt aus Kapstadt. Er erfuhr seinen Schauspielunterricht am Edgemar Center of the Arts in Santa Monica und studierte an der Universität Stellenbosch. Es folgten Tätigkeiten als Manager in den USA und Südafrika. Seit 2013 ist er als Produzent für TH Films in Kapstadt tätig. Erste Erfahrungen als Fernseh- und Filmschauspieler sammelte er in Episodenrollen in Fernsehserien und Besetzungen in Kurzfilmen. 2015 war er in der deutschen Filmproduktion Zum Teufel mit der Wahrheit an der Seite von Bettina Zimmermann in der Nebenrolle des Willi Schneider zu sehen. 2018 hatte er eine Nebenrolle in der Kinoproduktion Maze Runner – Die Auserwählten in der Todeszone sowie größere Besetzungen als Dutch im Horrorfilm Tremors 6 – Ein kalter Tag in der Hölle und Travis im Tierhorrorfernsehfilm Lake Placid: Legacy. 2020 wirkte er neben Megan Fox in der Rolle des Mike Barasa im Actionfilm Rogue Hunter mit.

## Filmografie (Auswahl)

### Schauspieler
- 2010: Die Geschichte Amerikas (America: The Story of Us, Fernsehdokuserie, Episode 1x05)
- 2010: League of Glory (Fernsehserie, Episode 1x11)
- 2011: Get Out Alive (Fernsehserie, Episode 1x05)
- 2011: Bokser
- 2012: The Shores (Fernsehserie, 2 Episoden)
- 2012: Le Sapeur (Kurzfilm)
- 2013: The Tunnel (Kurzfilm)
- 2013: Somewhere in Africa
- 2013: The Legalist (Kurzfilm)
- 2014: Late on Time
- 2014: SAF3 (Fernsehserie, Episode 1x12)
- 2014: Adrift (Kurzfilm)
- 2014: Skywatch: The Duster of Doom (Kurzfilm)
- 2014: Dominion (Fernsehserie, Episode 1x08)
- 2014: Born to Win
- 2014: Tula Tula (Kurzfilm)
- 2014: The Unexplained Files (Fernsehserie, Episode 2x06)
- 2014: Unspoken (Kurzfilm)
- 2015: Mooirivier
- 2015: Zum Teufel mit der Wahrheit (Fernsehfilm)
- 2015: Momentum
- 2015: 'n Man Soos My Pa
- 2015: Suidooster (Fernsehserie)
- 2015: Last Ones Out
- 2016: Modder en bloed
- 2016: Tess
- 2016: Die Byl (Fernsehserie)
- 2016: Infidel (Kurzfilm)
- 2017: Kampkos (Fernsehserie, Episode 3x01)
- 2017: Origins: The Journey of Humankind (Fernsehdokuserie, 3 Episoden)
- 2017: Bypass
- 2017: Van der Merwe
- 2017: Kleiner Junge, großer Freund (Fernsehfilm)
- 2017: Spelonk
- 2018: Maze Runner – Die Auserwählten in der Todeszone (Maze Runner: The Death Cure)
- 2018: Samson – Der Auserwählte, Der Verratene, Der Triumphator (Samson)
- 2018: The Roar
- 2018: Deep End
- 2018: Das Gesetz der Serengeti (Serengeti Rules, Dokumentation)
- 2018: Ice (Fernsehserie, Episode 2x05)
- 2018: Tremors 6 – Ein kalter Tag in der Hölle (Tremors: A Cold Day in Hell)
- 2018: Lake Placid: Legacy (Fernsehfilm)
- 2018: NoupadFM (Fernsehserie)
- 2018: The Recce
- 2018: Origin (Fernsehserie, Episode 1x01)
- 2018–2019: Deep State (Fernsehserie, 2 Episoden, verschiedene Rollen)
- 2019: Black Mirror (Fernsehserie, Episode 5x03)
- 2019: Inside Man: Most Wanted
- 2020: The Stranger (Kurzfilm)
- 2020: Rogue Hunter (Rogue)
- 2020: The Holy Heist
- 2020: People in Landscape
- 2020: Incognito (Kurzfilm)
- 2021: Interconnected (Fernsehserie, Episode 1x08)
- 2021: Mystery has a Name (Kurzfilm)
- 2021: The Other Side (Mini-Serie)
- 2021: Wild West Chronicles (Fernsehserie, Episode 1x02)
- 2021: Night of the Witch
- 2021: Don’t Look Up
- 2021: Hellhole (Kurzfilm)
- 2022: Orbital (Kurzfilm, Erzähler)
- 2023: Rebel Moon – Teil 1: Kind des Feuers (Rebel Moon – Part One: A Child of Fire)

### Produktion
- 2012: Le Sapeur (Kurzfilm)
- 2014: Skywatch: The Duster of Doom (Kurzfilm)
- 2015: Last Ones Out
- 2017: Atari: Codebreaker (Fernsehserie)
- 2020: The Stranger (Kurzfilm)
- 2021: Interconnected (Fernsehserie, Episode 1x08)
- 2021: The Other Side (Mini-Serie)